# Andrés Sanchez
Andrés Navarro Sanchez (Limeira, 24 de dezembro de 1963) é um empresário, dirigente de futebol e político brasileiro, filiado ao Partido dos Trabalhadores (PT). Já foi diretor de seleções da Confederação Brasileira de Futebol (CBF) de 2011 a 2012. Em 2014, foi denunciado pelo Ministério Público Federal por sonegação fiscal.
Em 23 de fevereiro de 2017, seu nome foi mencionado ao esquema de corrupção da empresa Odebrecht (atual Novonor). A empresa alegou pagamento de 2,5 milhões de reais a título de caixa dois ao deputado. No mês seguinte, teve um inquérito pedido pelo então procurador-geral da República Rodrigo Janot no âmbito da Operação Lava Jato.

## Carreira
Andrés é filho de imigrantes espanhóis de Andaluzia e nasceu em Limeira, no interior do estado de São Paulo. Sua vida profissional iniciou-se em 1976, aos doze anos de idade, trabalhando como feirante ao lado dos familiares, até os dezessete anos. Em 1982, sua família iniciou um novo negócio no ramo da indústria plástica, com mais de 40 distribuidores em todo o território nacional.
Em 2001, participou da fundação e posterior gestão, como secretário, do Instituto Sol, ONG que desenvolveu diversos projetos sociais, alguns deles em parceria com Caritas, Pastoral da Criança e UNICEF, além de infinidade de projetos com entidades e associações locais. No mesmo ano, foi nomeado conselheiro vitalício do Corinthians.

### Corinthians
Assumiu a presidência do time do Corinthians em 2007, pouco antes da maior tragédia esportiva do clube, o rebaixamento para a Série B do Campeonato Brasileiro. Desde então comandou uma grande e profunda reformulação da estrutura funcional do clube e do futebol, aliado com o departamento de marketing, comandado por Luis Paulo Rosenberg, e com o departamento financeiro, comandado por Raul Corrêa da Silva. As mudanças culminaram com o retorno do Corinthians à elite do futebol brasileiro, conquistando título da Série B em 2008, após contratar Mano Menezes para comandar a equipe, tendo o treinador gaúcho levado à equipe à final da Copa do Brasil do mesmo ano, tendo sido derrotado na final contra o Sport.
Em dezembro de 2008, confirmou uma das maiores contratações da história do futebol brasileiro, ao anunciar que fechara contrato com Ronaldo para o ano de 2009. O estrelado atacante foi peça fundamental nas conquistas do Campeonato Paulista (invicto) diante do Santos, além da Copa do Brasil diante do Internacional, garantindo a participação corintiana na Copa Libertadores da América de 2010, ano do centenário do clube.
Em janeiro de 2010, o dirigente contratou o lateral-esquerdo Roberto Carlos, pentacampeão mundial com o Brasil em 2002.
Às vésperas do centenário do clube, Andrés anunciou a construção do Estádio do Corinthians, o grande sonho dos torcedores, com capacidade de 48 mil pessoas. O estádio foi palco da abertura da Copa do Mundo FIFA de 2014.
Envolveu-se em polêmicas com o dirigente palmeirense Wlademir Pescarmona por acusar seu time de ter "entregado" o jogo ao Fluminense para que o Corinthians não vencesse o campeonato. Em 2010 ainda, ao final do campeonato, no Prêmio Craque do Brasileirão, Andrés Sánchez foi vaiado pela torcida tricolor, após debochar dela no Rio de Janeiro logo depois de proferir o discurso sobre o centenário corintiano.
Deixou a presidência do Corinthians em dezembro de 2011, sem ter conseguido levar a equipe à conquista da Copa Libertadores da América, tida como "principal projeto" durante todo seu mandato. No entanto, conseguiu construir um moderno Centro de Treinamento no Parque Ecológico do Tietê, além de agilizar a construção do tão sonhado estádio em Itaquera, anunciado como sede da abertura da Copa de 2014.
Andrés tinha uma rivalidade acirrada com o ex-presidente do São Paulo, Juvenal Juvêncio, que faleceu em 2015, e foi um dos responsáveis pela deserção de vários clubes do Clube dos 13 que tentavam conseguir o maior valor já pago no futebol brasileiro pelos direitos de transmissão. O Clube dos 13 era dirigido por Fábio Koff e tinha como vice-presidente Juvenal Juvêncio, que ganharam a eleição contra a chapa que apoiava Andrés Sánchez e Ricardo Teixeira, que tinham como candidato Kléber Leite.
Foi chefe da delegação brasileira na Copa do Mundo FIFA de 2010, realizada na África do Sul, e também fez parte da comitiva liderada pelo presidente da CBF.
Em 28 de novembro 2012, Andrés deixou o cargo de diretor de seleções da CBF. No mesmo ano publicou, em coautoria com seu primo Tadeo Sánchez Oller seu livro autobiográfico “O mais louco do bando” pela editora G7 Books.
Filiado ao PT desde 1981, foi eleito deputado federal por São Paulo nas Eleições de 2014, não disputando a reeleição em 2018.
Em fevereiro de 2018, foi eleito novamente presidente do Sport Club Corinthians Paulista. Com a eleição, deixou o mandato de deputado federal e foi substituído por Luiz Cláudio Marcolino ou Netinho de Paula.
No dia 11 de novembro de 2020, a poucos dias da eleição presidencial que definiria um novo mandatário para o Corinthians, Andrés pediu licença de seu cargo na presidência do clube. Isto fez com que um de seus vices, Alexandre Husni, assumisse a função interinamente.
Andrés, entretanto, voltou a exercer o cargo de presidente menos de um mês depois, no dia 8 de dezembro. Ele permaneceu na função até o dia 3 de janeiro de 2021, quando foi sucedido pelo presidente eleito Duílio Monteiro Alves, que havia concorrido pela chapa "Renovação e Transparência", a mesma do próprio Andrés.

## Desempenho eleitoral
| Ano  | Eleição                | Partido | Candidato a      | Votos   | %     | Resultado | Ref    |
| ---- | ---------------------- | ------- | ---------------- | ------- | ----- | --------- | ------ |
| 2014 | Estaduais em São Paulo | PT      | Deputado federal | 169.834 | 0,81% | Eleito    | [ 15 ] |

## Títulos como presidente do Corinthians
- Campeonato Brasileiro - Série B: 2008
- Campeonato Paulista: 2009, 2018 e 2019
- Copa do Brasil: 2009
- Campeonato Brasileiro: 2011